# Estación de La Pobla de Vallbona
La Pobla de Vallbona es una estación de la línea 2 de Metrovalencia. 
Se encuentra en la calle de Partida de la Foia, en el municipio de La Pobla de Vallbona.
Por obras de duplicación de vía en Fuente del Jarro, del 28 de marzo al 24 de diciembre de 2024, permaneció suspendido el servicio en el tramo Llíria-Paterna.